# Omega Red
Omega Red, il cui vero nome è  Arkady Rossovich, è un personaggio immaginario dei fumetti, creato da John Byrne (testi) e Jim Lee (testi e disegni), pubblicato dalla Marvel Comics. La sua prima apparizione è in X-Men (seconda serie) n. 4 (gennaio 1992). È un supercriminale nemico degli X-Men. È conosciuto anche come Arkady Gregorivich e Vasyliev Arkady.

## Biografia del personaggio
Arkady Rossovich nasce in Russia. Egli è un semplice ragazzo albino, fino a quando, scopre di poter assorbire l'energia altrui con la semplice volontà (lui lo chiama "Fattore di morte"), oltre al fatto di possedere un fattore rigenerante. Impazzisce e diventa un serial killer. Questo lo fa subito un bersaglio interessante per una sorta di progetto Arma X russo, che gli impianta nelle ossa il carbonadio. Per potenziarlo ulteriormente, gli vengono impiantati dei tentacoli di carbonadio. Si unisce quindi prima ai super soldati russi e poi alla mafia russa, e quindi attacca gli X-Men, diventando subito uno dei loro nemici più amati dai Fan. Diventa soprattutto un nemico di Wolverine, con il quale condivide parte del passato ed i poteri. I due si affrontarono varie volte.
Per un breve periodo divenne il capo della mafia russa. Quando Wolverine ritrovò le sue memorie cercò Maverick per usare la sua fonte di carbonadio per annullare il fattore rigenerante di suo figlio, che aveva sfruttato l'artigliato X-Man in passato, e aveva addestrato come assassino alle sue dipendenze. Red ricomparve. In seguito dopo uno scontro con Wolverine viene ucciso da lui con la spada di Muramasa.
Il suo spirito apparirà di nuovo nella saga "Vendetta", all'inferno, e attaccherà lo spirito di Wolverine alle spalle con i suoi tentacoli, ma Wolverine lo afferrerà e lo scaglierà lontano proprio tramite essi.

## Poteri e abilità
Omega Red possiede un fattore rigenerante che gli consente di guarire molto rapidamente da ogni ferita, anche dalla più gravi; è inoltre in grado di assorbire l'energia altrui tramite il tatto, abilità che egli stesso definisce fattore di morte. Tuttavia il suo fattore di morte non ha effetto su esseri con un fattore rigenerante molto potente come Wolverine, Deadpool o Hulk. Dopo che Arma X gli ha impiantato sullo scheletro il carbonadio (un materiale ottenuto dalla fusione tra il carbonio e l'adamantio) le sue ossa sono virtualmente indistruttibili, così come i tentacoli nello stesso materiale che Omega Red utilizza per sollevare e stritolare gli avversari. Omega Red possiede forza, resistenza, agilità, riflessi e velocità sovrumane. Dai suoi tentacoli può anche emettere scosse elettriche ad alta intensità talmente potenti da causare seri problemi anche a Wolverine e indebolire addirittura esseri potenti come l'incredibile Hulk. Inoltre il carbonadio è uno dei pochi materiali in grado di rallentare drasticamente il fattore rigenerante. Con la sua forza Omega Red può sollevare fino a 10 tonnellate normalmente e può aumentare la sua forza assorbendo l'energia altrui; assorbendone enormi quantità può sollevare fino circa una cinquantina di tonnellate, e con i suoi tentacoli può facilmente sollevare automobili e strappare alberi. Grazie al suo esoscheletro di carbonadio Omega Red possiede un'incredibile resistenza alle offese fisiche, come forti impatti, cadute da grandi altezze ed essere lanciato attraverso una stanza più volte. Infine, la sua tuta, lo protegge efficacemente da armi di grosso calibro, esplosioni e dalle fiamme.

## Altre versioni

### Ultimate
Omega Red è comparso su Ultimate Spider-Man n. 86 (gennaio 2006). Egli viene subito notato come un supercriminale impazzito, ed attacca un porto, ma viene attaccato e sconfitto dall'Uomo Ragno. I suoi tentacoli, in questo universo narrativo, non sembrano essere di carbonadio, bensì di materiale epidermico. L'Uomo Ragno lo chiama «presidente del fan club del Dottor Octopus» per via dei tentacoli.

### Era di Apocalisse
Durante L'era di Apocalisse, Omega Red è chiamato semplicemente Rossovich. Egli è un informatore degli X-Men, ma viene ucciso dalla mercenaria Domino.

### Giorni di un Futuro Passato
In questa realtà, Omega Red è un membro di X-Force.

### Amalgam Universe
Nel fumetto fittizio "Dark Claw's Adventures volume 1" disegnato da Bruce Timm, si vede Dark Claw combattere con delle repliche robotiche dei suoi più acerrimi nemici. Uno di essi è Omega Beast, ovvero la fusione di Omega Red con l'assassino modificato ciberneticamente dal Cremlino KGBeast.

## Televisione

### Cartoni animati
Omega Red appare in due episodi della serie animata Insuperabili X-Men, in un episodio della serie X-Men: Evolution e nell'anime Wolverine.

### Film
Rossovich è uno dei personaggi principali di Hulk Vs. Thor e Wolverine, dove è un membro di Arma X, insieme a Sabretooth, Deadpool e Lady Deathstrike. Odia molto Logan e malsopporta Deadpool per via delle incessanti battute e il suo senso dell'umorismo. Nel film X-Men 2 una delle cartelle nel database di Stryker porta il suo nome.